# Alto Evolucionador
Alto Evolucionador o  Alto Evolucionario (Herbert Edgar Wyndham) (inglés: High Evolutionary) es un personaje británico ficticio, un supervillano que aparece en los cómics estadounidenses  publicados por Marvel Comics. El se le representa como un científico que busca hacer evolucionar diferentes formas de vida, como los New Men. Los objetivos del Alto Evolucionador a menudo lo han puesto en desacuerdo con diferentes superhéroes.
Chukwudi Iwuji interpretó al personaje en la película del Universo Cinematográfico de Marvel Guardianes de la Galaxia vol. 3 (2023), siendo el villano principal de la cinta.

## Historial de publicaciones
El Alto Evolucionador se mencionó por primera vez en The Mighty Thor # 133 (octubre de 1966), aparece por primera vez en The Mighty Thor # 134 (noviembre de 1966) y fue creado por Stan Lee y Jack Kirby. Sus secuaces aparecieron ante él (pero solo aludieron a él), en el número 132.

## Biografía
Herbert Edgar Wyndham nació en Mánchester, Inglaterra. Mientras estudiaba en Oxford, en 1930, se interesó en el trabajo del biólogo genético Nathaniel Essex, y comenzó a experimentar con la manipulación genética, construyendo una máquina (a la que llamó "acelerador genético") con la que trató "evolucionar" a las ratas en el sótano de su madre, en Londres. Mientras asistía a una conferencia de genética en Geneva, a Herbert se le acercó un hombre misterioso (a decir verdad, era el marginado Inhumano genético Phaeder), quien le entregó los documentos que contenían los planos para descifrar el código genético. Con esta información para reforzar sus experimentos, Herbert desarrolló con éxito un suero que llamó "Isótopo A".
Herbert fue expulsado de la universidad, finalmente tuvo éxito en evolucionar a su mascota, un dálmata, en una forma de vida humanoide con la inteligencia de un chimpancé. Sin embargo, su mascota fue baleada por los cazadores, y Herbert se dio cuenta de que las criaturas que crearía no tendrían lugar en el mundo humano. En colaboración con el científico Jonathan Drew (el padre de Jessica Drew), Herbert movió sus experimentos a la soledad de la Montaña Wundagore, en la pequeña nación balcánica de Transia. El descubrimiento de uranio en la zona (heredada por la esposa de Drew) proporcionó una amplia financiación, y compraron más terrenos al barón local, Gregor Russoff.
Montando una "ciudadela de ciencia", diseñada por el científico alemán Horace Grayson (padre del futuro Marvel Boy) y construida por esclavos moloides suministrados por Phaeder, ambos continuaron sus experimentos hasta que la hija de Drew enfermó por envenenamiento de uranio, y se colocó en animación suspendida para salvar su vida. Posteriormente, la esposa de Drew fue atacada y asesinada por el hombre lobo (el mismo Gregor Russoff, víctima de una maldición familiar), y Drew dejó Wundagore; Herbert, por su parte, desarrolló una armadura de plata para protegerse a sí mismo, y continuó su trabajo. Ahora con la colaboración del asistente de investigación Miles Warren (más tarde conocido como el Chacal), Herbert fue capaz de lograr avances cada vez más radicales, incluyendo la aceleración genética de algunos animales de la zona en seres mitad-humanos y mitad-animales que apodó como sus "New Men".
Cuando Jonathan Drew volvió a Wundagore, poseído por el fantasma del mago del siglo VI, Magnus, advirtió que la ciudadela fue construida sobre el lugar donde el Viejo Dios Chthon había sido desterrado. Comenzó a entrenar a los New Men en las maneras de combate y caballería de su tiempo, hasta que finalmente llegaron a referirse a sí mismos como los "Caballeros de Wundagore", y a Herbert como el "Alto Evolucionador". En 1958, los temores de Magnus sucedieron cuando el Barón Russoff intentó utilizar el antiguo tomo mágico conocido como el Darkhold para curarse de su licantropía, involuntariamente liberando a Chthon de su prisión. Los Caballeros lo mantuvieron y Magnus fue capaz de re-vincular al demonio. Sin embargo, en esa misma noche, una mujer embarazada llamada Magda buscó refugio en la ciudadela y dio luz a un niño y una niña allí. A pesar de que huyó después del parto, el momento de la derrota de Chthon coincidió con el nacimiento de los hijos, y la niña fue tocada por la magia del demonio. Herbert trató de encontrar padres adoptivos para los niños, pero cuanto fracasó, los niños fueron colocados en éxtasis durante décadas hasta que se encontró a los candidatos adecuados. Criados por los gitanos Django y Marya Maximoff, los gemelos crecieron hasta convertirse en Quicksilver y la Bruja Escarlata, esta última manejando la magia del caos como resultado de la influencia de Chthon.
En la era moda, Herbert se encontró con el dios del trueno asgardiano, Thor. Junto a Thor, el Evolucionador luchó contra el Hombre-Bestia (uno de sus New Men) y sus New Men malvados.
Herbert finalmente vio el mundo como un lugar demasiado limitado, por lo que convirtió su ciudadela de investigación científica en una nave espacial, explorando las estrellas con sus New Men. Más tarde instaló a sus New Men en un planeta, Wundagore II , mientras él permanecía en una de las lunas del planeta y comenzaba a trabajar en una réplica detallada de la Tierra localizada en el lado opuesto del Sol. Allí, sus New Men retrocedieron a un comportamiento bestial y se rebelaron contra él. El capturó a Hulk, con la intención de evolucionarlo hacia adelante por un millón de años. Sin embargo, su experimento fue interrumpido por los New Men, quienes hirieron fatalmente a su antiguo maestro. Desesperado, realizó el experimento destinado a Hulk en sí mismo, convirtiéndose en un ser divino. En este estado iluminado, sintió repulsión por su manipulación de la evolución e involucró a los New Men sobrevivientes antes de desear que su propia existencia se disolviera y se volviera uno con el cosmos.
Finalmente Herbert volvió a su forma humana y terminó su creación, Contra-Tierra. Aunque se suponía que la Contra-Tierra era una estructura temporal que se convertiría en un paraíso, el Hombre-Bestia corrompió el proceso y  Contra-Tierra se convirtió en un mundo imperfecto. Por este tiempo, Herbert había adoptado a Adam Warlock y le otorgó la Gema del Alma, enviándolo a redimir la Contra-Tierra.
Herbert ayudó a Adam Warlock contra el Hombre Bestia y sus agentes.
Eventualmente, uno de los Heraldos de Galactus encontró la Contra-Tierra. Galactus declaró que la Contra-Tierra era ideal para su sustento (al igual que la Tierra real). Herbert enfrentó a Galactus y perdió, mientras que Los 4 Fantásticos y Gorr trataron de impedir que Galactus devorara la Contra-Tierra; finalmente el Hombre Imposible engañó a Galactus para que buscase sustento en el mundo del Hombre Imposible, Poppup, llevándolo a una condición fatal. Por compasión, Herbert salvó a Galactus evolucionándolo en energía viviente que fue recogida por la nave de Galactus.
Durante las primeras fases de su construcción, la Contra-Tierra fue marcada agresivamente para ser "coleccionada" por los Todopoderosos. Agentes de los Todopoderosos manipularon a Adam Warlock para que asesinara a Herbert, pero éste fue revivido por el Dragón Lunar y la contraparte de Warlock, "Ella". Cuando Herbert descubrió la desaparición de la Contra-Tierra, con la ayuda de la Mole, Alicia Masters, Halcón Estelar, Dragón Lunar, y Ella, Herbert persiguió a los Todopoderosos para rescatar a su mundo. Cuando Herbert llegó al museo del planeta de los Todopoderosos, él mismo informó que su mente se rompió cuando fue testigo del ámbito de sus poderes y cómo fue efectivamente comparado con esos seres alienígenas. Este encuentro marca el inicio de la inestabilidad mental del Alto Evolucionador.
A pesar de que Herbert afirmó que los Todopoderosos consideraron a la Contra-Tierra como "un trabajo interesante pero primitivo, hecho por un provincial con talento", no habido una explicación de por qué decidieron interrumpir el proyecto incluso antes que Herbert hubiese introducido vida en el nuevo planeta. Por razones desconocidas, los Todopoderosos colocaron toda la vida de la Contra-Tierra en éxtasis y luego permitieron que el planeta fuera destruido durante el conflicto del Guantelete del Infinito, aunque fácilmente pudieron haberlo evitado.
Durante la historia de la "Guerra Evolutiva", Herbert se había vuelto cada vez más inestable y maníaco. Su intento de acabar con su vida fue impedido por su traje. Regresó a la Tierra con la esperanza de encontrar algo lo suficientemente fuerte como para superar su armadura. Incitó a Hulk a que lo atacara, y Hulk logró romper su armadura; la armadura defectuosa luego devolvió a Herbert en una masa de organismos unicelulares. Sin embargo, los circuitos del traje se reorganizaron a Herbert a su estado anterior. Su muerte y posterior renacimiento le dieron a Herbert una nueva visión del futuro de la humanidad. En lugar de ser un protector benévolo pero distante, como lo había sido con sus New Men, participaría directamente en moldear el futuro de la humanidad, para que algún día pudieran ser tan poderosos como los Beyonders que había presenciado.
Más tarde, Herbert entró en conflicto con varios superhéroes, en particular, Los Vengadores de reserva y Adam Warlock, cuando intentó mutar (o "evolucionar") por la fuerza a toda la población de la Tierra con su "Bomba de evolución". Los Vengadores lo detuvieron, aunque Herbert y Hércules fueron expuestos a la Cámara de Génesis y Herbert y se convirtieron en "más que un dios", evolucionando fuera de la existencia.
Las esencias evolucionadas de Herbert y Hércules fueron recolectadas por los Celestiales y encarceladas y manipuladas con propósitos desconocidos en la Galaxia Negra. Finalmente, ambos regresaron a su forma humana de Herbert volvió al espacio con los Caballeros de Wundagore. Después de que Thor se afeitó la barba, uno de los New Men llevó el cuenco de afeitar que contenía la sangre y el cabello de Thor al Conde Tager como parte del complot de Herbert para crear una nueva raza de inmortales. Después de su liberación, el Alto Evolucionador decidió que, en lugar de hacer avanzar a la humanidad, crearía dioses e inmortales completamente nuevos utilizando la materia única que compuso la Galaxia Negra, incluidos los Nuevos Inmortales que consisten en Analyzer, Conde Tagar, Juvan, Nobilus (que fue creado a partir de muestras de ADN de Thor) y Zon. Él y sus creaciones estuvieron presentes para presenciar el nacimiento de un nuevo Celestial, pero ver este evento con todos sus sentidos hiperevolucionados pareció volver loco a Herbert.
En un momento, Ego el Planeta Viviente fue investigado por Herbert, quien observó a Ego mientras una entidad titánica, parecida a una nube, a la que tentativamente denominó "Super-Ego", absorbía a Ego. Herbert teorizó que había más de un Ego (una noción apoyada por su comportamiento aparentemente errático a lo largo de los años, las diversas historias de origen conocidas sobre él, y por el hecho de que apareció un Ego después de que este fuera destruido por su "padre") y que todos pueden provenir del "Super-Ego".
Su inestabilidad mental progresó hasta el punto de que Herbert se enamoró de Shanna, esposa de Ka-Zar. Infundida con el poder del terraformador de la Tierra Salvaje (encargado por los Beyonders), ella se había vuelto muy parecida al propio Herbert: poderosa, bien intencionada y mentalmente inestable. Los dos se obsesionaron el uno con el otro y casi abandonan la Tierra para crear un nuevo mundo propio, pero Ka-Zar convenció a Shanna de lo contrario. Herbert se arrepintió y acordó devolver a Shanna a su estado normal una vez que se dio cuenta (a pesar de su manía) de que la relación no debería hacer a Herbert, una vez ayudó a restaurar la Tierra Salvaje y sus habitantes después de que los motores que mantenían activos los volcanes fueran demolidos por Terminus.
Herbert reveló que tenía un estudiante llamado High Technician que fue responsable de crear un equipo de dinosaurios elevados llamados Saur-Lords durante su tiempo en la Tierra Salvaje.
En la serie Quicksilver, se reveló que el código genético de Herbert se había vuelto inestable, lo que explicaba sus períodos de manía y agresión. Herbert se volvió más poderoso y maníaco que nunca, pero Quicksilver aún podía razonar con él. Con el apoyo de New Men Delphis y Bova, y después de casi perder la vida a manos del Hombre-Bestia, Herbert pudo restaurarse a sí mismo a un estado humano no evolucionado y estabilidad mental usando el Isótopo G.
Herbert es ahora un aliado ocasional de Thor y otros superhéroes. Se enfrentó a su mentor Mr. Siniestro junto con los X-Men cuando el villano se hizo cargo de su dispositivo basado en satélites (que apagó temporalmente el Gen-X de todos los mutantes basados en la Tierra, convirtiéndolos en humanos normales) y lo alteró, en una prueba-de-esquema de evolución mediante la evolución forzada de toda la población humana mundial.
Fue visto en el one-shot X-Men: Endangered Species como uno de los 9 villanos que la Bestia se acerca para ayudarlo a revertir los efectos del M-Day. En el segundo capítulo de la historia de Especies en Peligro de Extinción, Bestia intenta llegar a la Montaña Wundagore para localizar a Herbert. Los Caballeros de Wundagore confrontan y finalmente escoltan a Bestia adentro, donde e Herbert se le aparece como un holograma, dándole a Bestia solo respuestas crípticas y en su mayoría desdeñosas. 
El Hombre Araña habló con él durante One More Day sobre si podía hacer algo para salvar la vida de la Tía May. El no podía dar ninguna ayuda útil.
Durante el evento Annihilation: Conquest, Herbert reapareció en el espacio Kree, trabajando en la reestructuración del genoma Kree en una fortaleza dentro de una estrella. Adam Warlock le trajo a Quasar y Moondragon después de ser abrumado por los guerreros Phalanx, quienes rápidamente invadieron la nave del Alto Evolucionador. Una vez que se reveló que Ultron era el líder de la milicia Phalanx, Herbert detonó la estrella, vaporizando su nave, Ultron y los guerreros invasores Phalanx. Posteriormente fue capturado por Phalanx y obligado a transferir la esencia de Ultron al cuerpo de Adam Warlock, aparentemente matándolo. Sin embargo, Herbert sabía que la conciencia de Warlock había sobrevivido e insinuó que Warlock "abriría el camino" para los nuevos Guardianes de la Galaxia.
Recientemente, Herbert ha comenzado a trabajar con Magneto y Blob para determinar por qué tantos mutantes fueron despojados el M-Day. Desarrolló un traje para Magneto sin poderes que replicaba sus poderes originales, y Magneto dirigió un ataque a San Francisco como una distracción para que Herbert pudiera obtener un objeto actualmente desconocido desde el interior del Soñador Celestial. Después de examinar exhaustivamente al Soñador Celestial, el Alto Evolucionador sometió a Magneto a un procedimiento tecnológico extremadamente peligroso en un intento por restaurar su poder y fue un éxito.
Herbert participó en la conversión de un hipopótamo común de zoológico en el Hippo.
Aunque no habitaba el Monte Wundagore en ese momento, Herbert todavía mantenía una guarnición allí donde Chthon resurgió y masacró a muchos de los restantes New Men.
Doctor Doom y Reed Richards luego hicieron que los miembros de Future Foundation reunieran a los otros genios para asistir a un simposio sobre cómo derrotar al "Consejo de Reeds" (versiones alternativas de Mister Fantastico que fueron atrapados en este universo por Valeria hace un tiempo, poseyendo el intelecto de Reed mientras carecía de su conciencia). Herbert fue 1 de los que recibieron la invitación de Thing y los Moloids evolucionados.
Más tarde, drenó el poder cósmico del Surfista de Plata en sí mismo, lo que convirtió a Surfer en mortal y le dio a Herbert la capacidad de controlar y modificar la esfera estelar de la entidad destructora de civilizaciones Galactus, lo que le permitió otorgar vida a los mundos muertos. Herbert creó un heraldo para sí mismo, así como un bioma de vida revestido de plata en la Tierra, que solo necesitaba la luz del sol para sobrevivir, sin necesidad de matar a otros animales. El surfista y Los 4 Fantásticos unirse a las fuerzas armadas para matar a todas las creaciones de Herbert con el argumento de que erradican la emoción y la individualidad de los humanos que fueron transformados. Nuevamente exterminan las creaciones de Herbert después de que comienza a terraformar la Luna, con el argumento de que afectará las mareas y las migraciones de animales. Llega Galactus, y Los 4 Fantásticos animan a Galactus a matar a Herbert, pero como Herbert ahora cumple una función opuesta igual de "Constructor de mundos" de crear en lugar de cometer genocidio en civilizaciones sensibles, permite que Herbert se vaya con su esfera estelar. para seguir creando nueva vida en todo el universo.
Cuando Herbert se enteró de que los Celestiales divinos venían a la Tierra para juzgar si la humanidad debería continuar existiendo o perecer, él, con la ayuda de los Evolucionarios, comenzó sistemáticamente a sacrificar sus creaciones, temiendo que su presencia antinatural pudiera causar la muerte de los Celestiales para considerar el planeta indigno.
Herbert ha aparecido en la serie Uncanny Avengers de 2015. Aparentemente ha creado una nueva Contra-Tierra, ya no habitada por humanos sino por millones de Hombres Nuevos. Herbert extermina rutinariamente a toda la población de New Men cuando finalmente no cumplen con sus estándares de perfección y luego los vuelve a crear. Fue atendido en sus planes por un humano llamado Maestro Científico y Luminous (una mujer que fue creada a partir de las plantillas genéticas de Quicksilver y la Bruja Escarlata y que también tenía las mismas habilidades que ellos). Un humano llamado el Bajo Evolucionador fue uno de los pocos humanos que vivían en Contra-Tierra que se opuso a Herbert. Después de ser rastreados y derrotados por Quicksilver y la Bruja Escarlata fueron llevados ante Herbert. Les reveló que Django y Marya Maximoff eran sus verdaderos padres. También les dijo la verdad de que supuestamente no eran mutantes, pero Herbert había experimentado con ellos. Herbert luego se enfrentó a la División de Unidad de los Vengadores cuando interfirieron con su plan para destruir Lowtown (un refugio para una resistencia formada por los rechazados de Herbert, liderados por el Bajo Evolucionador). Fue derrotado después de que el Hermano Vudú desatara sobre él los miles de almas de aquellos que había exterminado y se vio obligado a huir a través de un portal con Luminous.
Durante la parte de "Últimos días" de la historia de Secret Wars, se mencionó hace meses que Herbert estaba entre los científicos con los que la mano derecha de Magneto, Briar, trató de contactar para hacer un cóctel especial para aumentar los poderes de Magneto para la próxima incursión entre Tierra-616 y Tierra-1610.
Maker colaboró con Herbert para destruir el Superflow que mantenía separados los diferentes universos para fusionarlos en una sola realidad. Como resultado de esta acción, los miembros de Tierra-1610 Ultimates Capitán América, Iron Man, Giant-Man, Avispa y Hulk fueron revividos donde estaban para ayudar a Eternity a luchar contra el Primer Firmamento.
Continuando con su trabajo en Contra-Tierra, Herbert usó su tecnología para acelerar Contra-Tierra para poder combinarlo con la Tierra. Para ayudar en eso, Herbert envió un meteorito a la Tierra que alteró las frecuencias de vibración de la Tierra donde su sincronización fusionará los dos planetas. Esta trama atrajo la atención de Los Vengadores y los Campeones, donde Falcon y Viv son inesperadamente teletransportados a Contra-Tierra y llevadolo a Herbert. Decide evolucionarlos donde comienza convirtiendo a Viv en humana. Los Vengadores y los Campeones fueron a Contra-Tierra y lucharon contra los New-Men y luego causaron un mal funcionamiento con el teletransportador de Herbert donde aparentemente pereció. Durante este tiempo se descubrió que Alto Evolucionador había creado un clon de sí mismo llamado Mas Alto Evolucionador de tenía más compasión que su creador y se había conectado al Orbit-Engine donde su eliminación destruiría Contra-Tierra. El Alto Evolucionador en realidad se convirtió en datos digitales conscientes y quedó atrapado en una dimensión desconocida. A medida que evolucionó la vida en el planeta en el que aterrizó, tuvo un encuentro con Viv, quien también fue enviada allí como efecto secundario de desactivar el Orbit-Engine y afirma que requeriría una conexión digital para que él regrese. Al descubrir que Visión está construyendo a Viv 2.0 para reemplazar a Viv, el Alto Evolucionador afirma que sería su conexión de regreso a su realidad. Viv usó la conexión para volver a su realidad mientras Herbert se quedó en la dimensión desconocida.
Herbert fue devuelto a su dimensión por una máquina utilizada por los Caballeros de Wundagore. El dejó Contra-Tierra al sentirse decepcionado con el resultado de su experimento.
En algún momento, como parte del preludio de la historia de "Cazados", Kraven el Cazador cazó a algunos New-Men para sacar a Herbert. Kraven hace un trato con Herbert para tomar su muestra de ADN y crear 87 clones de él para que salgan al mundo y se prueben a Kraven. Herbert acepta los términos y crea los clones. De estos clones, solo uno que se hace llamar el último hijo de Kraven mató a los otros clones y demostró su valía ante Kraven el Cazador.

## Caracterización

### Poderes y habilidades
El Alto Evolucionador ha desarrollado su inteligencia al límite superior del potencial humano, y es el único ser humano cuya inteligencia y conocimiento han sido catalogados como equivalentes ante ciertas entidades cósmicas. Es considerado como el líder genético del Universo Marvel, y conoce a fondo la biología, química, medicina, física, ingeniería, psicología humana, informática, y la cibernética.
Debido a la experimentación en su propio genoma, a su mejorado cerebro y a su exoesqueleto cibernético, el Alto Evolucionador ha demostrado poderes similares a los de un dios, como la habilidad de evolucionar y devolver formas de vida, la manipulación de la materia a nivel subatómico, la creación de la materia, la manipulación y proyección de energía, la conciencia cósmica, la precognición, la telepatía, la telequinesis, el viaje extradimensional, y el cambio de tamaño. En una ocasión consiguió defenderse de Galactus por un tiempo prolongado.
Es de destacar que el Alto Evolucionador ha forjado armas para sus New Men que muestran algunas propiedades anti-místicas, como la lanza empuñada por Bestia que era realmente capaz de dañar al Darkhold.
Su exoesqueleto le proporciona un grado asombroso de protección frente a los ataques, y también proporciona soporte vital (filtro / reciclar su aire / manutención). Si está muy dañado, la armadura puede curar sus heridas, y puede restaurarlo a la vida usando registros de su genoma y sus patrones de actividad cerebral, como en un caso en que su armadura lo restauró después de que Hulk lo había golpeado.

### Personalidad
El personaje del Evolucionador ha cambiado desde un cansado creador bienintencionado al de un "científico loco" que está dispuesto a hacer lo que considere necesario para lograr sus objetivos de evolución en un mundo mejor y menos brutal. Él tiene un gran respeto por el proceso de evolución, pero también está profundamente preocupado por la inmensa cantidad de muerte y sufrimiento necesario para tal lento progreso. Aunque es amenazante y arrogante durante sus fases maniáticas, la historia del Evolucionador también contiene más de un ejemplo de su deseo de ser responsable, creativo, y amable. Muchos escritores de Marvel se han resistido a retratarlo como un villano estándar, aumentando así los niveles de simpatía y complejidad al personaje. El Alto Evolucionador ha sido manipulado y conducido a la locura tanto por los Todopoderosos como los Celestiales, razas cósmicas que han interferido con la evolución humana en el pasado, indicando que su trabajo podría ser una amenaza. Incluso en lo más inestable, el Evolucionador siempre ha demostrado un amor paternal hacia sus creaciones más deficientes: él rehabilitó a Nobilus, ha tratado de curar a Count Tagar y a God Pack, y no ha escatimado al Hombre Bestia su vida a pesar de varios intentos de asesinarlo. En un momento, él se ofreció (e hizo) a restaurar la Tierra Salvaje después de que fue destruida por Terminus, a pesar de que había sido creada por la propia raza que había confiscado y luego destruyó su creación más amada, la Contra-Tierra.
El Alto Evolucionador jugó un papel clave en salvar la Tierra de Chthon y rescató a Galactus de la muerte a pesar de sus intentos de consumir Contra-Tierra. Se ha desempeñado como una figura paterna benevolente para varios personajes, incluidos Adam Warlock, Quicksilver, Spider-Woman, Wolverine y Thor, a menudo encargándolos con tareas que conducen a su crecimiento personal como individuos y héroes. En este sentido, se ha interesado en desarrollar un sentido de nobleza y decencia en sus creaciones, sobre todo en los New Men.
A veces, el Alto Evolucionador ha fingido indiferencia por el destino de los demás cuando su propia seguridad está en juego, solo para revelar una agenda considerablemente más benigna más tarde (ver la serie Annihilation: Conquest). Con más frecuencia, ha mostrado una preocupación compasiva y protectora por los indefensos: en varias ocasiones ha hecho todo lo posible para proteger a los niños pequeños, incluidos los que están gravemente enfermos Jessica Drew, Wanda y Pietro Maximoff, y la hija de Pietro Luna. El dio refugio a Magda de los elementos sin dudarlo, se arriesgó a morir para luchar contra Galactus en Contra-Tierra, y literalmente rogó a Ka-Zar que no envenenara la biosfera de la Tierra con el isótopo E por compasión por el sufrimiento que causaría. Trató de ayudar a Magneto a revertir los efectos del M-Day. Retrasó un ataque contra Silver Surfer para darle tiempo a salvar la vida de Suzi Endo, quien se convertiría brevemente en su heraldo.
Aunque enriquecido personalmente por los depósitos de uranio, el Alto Evolucionador también ha proporcionado un fideicomiso financiero generoso para la gente de Transia, asegurando la estabilidad económica de la nación.

## En otros medios

### Televisión
- El Alto Evolucionador aparece en X-Men (James Blendick). En el episodio "Tierra Salvaje, Corazón Salvaje" (Pt. 2), que tenía un aspecto no-expresado en una escena retrospectiva, derrota y encarcela a Garokk en la Tierra Salvaje. Más tarde en el episodio de "Lazo Familiar", el Alto Evolucionador se demuestra que es el Maestro de Wundagore. Cuando Quicksilver y Bruja Escarlata llegaron a Wundagore encontrar a la Señora Bova, no estaba seguro de que eran ellos al principio hasta que él utilizó su máquina para descubrir que era de ellos. Después que la Señora Bova revela que Magneto es responsable de la muerte de la madre de los gemelos, el Alto Evolucionador les dijo que él estaba en un cementerio cercano y envía algunos de sus guerreros para acompañarlos. Cuando Magneto es bajado, los nuevos hombres del Alto Evolucionador restringen a Quicksilver y Bruja Escarlata. Cuando Wolverine atacado, ronda llenos de gas de la zona causando que Wolverine, Magneto, Quicksilver y Bruja Escarlata se conviertan en prisioneros del Alto Evolucionador. Se trata de crear una generación superiores de sus nuevos hombres mediante el uso de mutantes de ADN, la mutación de los seres humanos en seres bestiales, en lugar de la experimentación en animales. Se establece una trampa para capturar a Magneto. Después de que él revela este hecho y menciona a Quicksilver y la Bruja Escarlata que Magneto es el padre de los gemelos, toma a Wolverine y utiliza su máquina genética para activar a Wolverine en un monstruoso hombre lobo. Cuando el Profesor X y Bestia llegaron a Wundagore, el Alto Evolucionador instruyó a sus nuevos hombres para llevar bestia a él. Después de una breve pelea con los X-Men, el Alto Evolucionador se escapa con sus New hombres. Los efectos que causó en el valle de la fortaleza fue en fuera al revés como lo fue la transformación de Wolverine.
- Aparece en Spider-Man Unlimited (Richard Newman).[52] Disgustado con el comportamiento de los humanos en la Tierra, esta versión cree que una mayor diversidad genética realza los rasgos de supervivencia. Él dejó la Tierra para viajar a Contra-Tierra para comenzar de nuevo, pero se encontró con las mismas tendencias destructivas del ser humano que había afectado a su tierra. El Alto Evolucionador procedió a crear una nueva sociedad, con sus criaturas humanas / animales leales sólo a él se llama Beastials (mitad-humanos, mitad-animales). El Alto Evolucionador también creó una brigada de élite de Beastials llamado los Caballeros de Wundagore (que consta de Sir Ram, Señor Tigre, señora Ursula, y Lady bichos) que puedan utilizar también la de los hombres de la máquina como agentes de la ley para mantener a los seres humanos a fin. La ciudad de Nueva York el Contra-Tierra está dividida verticalmente con los seres humanos que viven en el fondo y los Beastials millas de vida por encima de la calle, gobernando con puño de hierro. El plan del Alto Evolucionador era simple, para convertir este planeta en un paraíso terrenal, no importa lo que sea necesario hasta que Spider-Man y los simbiontes dirigidos por Venom y Carnage llegaron. El episodio "Sins of the Fathers" reveló que el Alto Evolucionador es el abuelo de Karen O'Malley que las que experimentó cuando Karen era joven. El Alto Evolucionador se lesionó durante el final de la serie en una lucha contra Spider-Man, un heroico Duende Verde y La Rebelión, dirigido por Karen y John Jameson.
- Aparece también en The Super Hero Squad Show (Jonathan Frakes).[52] En el episodio "The Devil You Say Dinosaur!", Wolverine se encontrará con el Alto Evolucionador en el mundo de los dinosaurios. El Alto Evolucionador promete ayudar a Wolverine volver a la Tierra si Wolverine le ayuda a capturar al Dinosaurio Diablo a cambio. Se puso de manifiesto que los planes para vender todas las tribus primitivas, incluyendo a Chico Luna para obtener un beneficio como él comenta que los humanoides no deben coexistir con los dinosaurios. Dinosaurio Diablo y Wolverine más tarde van a la nave del Alto Evolucionador que da lugar a los miembros de la tribu conseguir su libertad y la sede de ser destruido, pero el Alto Evolucionador se escapa del mundo de los dinosaurios en su cápsula de escape.
- Aparece en la serie nueva de Hulk and the Agents of S.M.A.S.H. (Corey Burton), segunda temporada.[52] En algún momento en el futuro, un meteoro gamma golpeó la Tierra cuando los Agentes de S.M.A.S.H. no estaban alrededor de la tierra. Esto causó a la humanidad a retroceder de nuevo a los tiempos primitivos hasta que el Alto Evolucionador los salvo al convertirlos en hombres animal. Cuando los Agentes de S.M.A.S.H. llegaron esta vez en el episodio 5, "Impacto Futuro" gracias al Líder de engañar a Skaar en entrar en un agujero de gusano distorsión temporal, terminan atacado por algunos hombres lagarto hasta que el Alto Evolucionador llegó donde explicó lo que sucedió a la Tierra. Posteriormente, el Alto Evolucionador atrapa a Hulk en una jaula de energía y delega los Agentes de S.M.A.S.H. El Alto Evolucionador se retira con Hulk al encontrar que Skaar no puede delegarse. Tras un consejo de Líder (que se encuentra atrapada en servicio baño después de engañar a Skaar), Skaar lleva a los compañeros de equipo van en la búsqueda de la guarida del Alto Evolucionador. En su guarida, el Alto Evolucionador utiliza su Cámara de Evolución evolucionando a Hulk en una apariencia más elegante que tiene alas de murciélago. Cuando Skaar y los compañeros de equipo atacan a la guarida del Alto Evolucionador, Hulk evolucionado enciende al Alto Evolucionador afirmando que iba a ser superior al Alto Evolucionador. Skaar y Hulk combatieron el Alto Evolucionador después que Skaar había evolucionado a Hulk Rojo en la cámara de evolución. Después de A-Bomb y She-Hulk se desarrollaron, el Alto Evolucionador recayó a Hulk regresó a su estado original. Skaar termina destruyendo el personal del Alto Evolucionador donde su poder se retrae como un bebé que termina en el cuidado del medio llegando Hombres Lagarto. Los Agentes de S.M.A.S.H. luego regresar a su propio tiempo para asegurarse de que regresen a la Tierra y evitar que el meteoro gamma impacta la Tierra, que tienen éxito al hacerlo en el episodio "Llega el Maestro", por lo tanto, para prevenir el futuro del Alto Evolucionador al estar sucediendo.
- El Alto Evolucionador aparece en la segunda temporada de Guardianes de la Galaxia, con la voz de Nolan North,[52] episodio 2, "La Roca de la Evolución". Él y sus creaciones insectoides han capturado a Rocket Raccoon, Groot y Capitana Marvel para experimentar con ellos y obtener acceso al artefacto del sarcófago en el asteroide de Thanos. Terminó luchando contra los Vengadores y los Guardianes de la Galaxia. Cuando el Alto Evolucionador abre el sarcófago, él, sus híbridos y su nave son absorbidos. En el episodio 7, "Lugar Correcto, Momento Equivocado", el Alto Evolucionador se muestra dentro del reino dentro del sarcófago que trabaja para conseguir que su nave sobreviva a la congelación de las temperaturas como resultado del sarcófago que se arroja en un cryo-volcán. Además, el Alto Evolucionador tiene a Yondu como su prisionero, como él planea experimentar con él. Gamora y Nebula tuvieron que trabajar juntos para alejarse del Alto Evolucionador y sus híbridos. En el episodio 19, "No Siempre Obtienes lo que Quieres", estando atrapado en la gema oscura de Adam Warlock, teniendo a Yondu, Nebula, Titus y entre otros hasta Fin Fang Foom como prisioneros, hace un trato con Rocket para salir de Warlock, si revolucionara a su familia. Luego de ser atacado por Groot de lo que ocurre con Warlock, su nave logra salir de su gema oscura, y planea capturar a Warlock, pero fue frustrado por Rocket al detonar su nave a caer en tierra.

### Cine
- Alto Evolucionador apareció en la película de Marvel Cinematic Universe (MCU), Guardians of the Galaxy Vol. 3 (2023), interpretado por Chukwudi Iwuji.[1][2] Esta versión es un genetista extraterrestre y director ejecutivo de la empresa de bioingeniería OrgoCorp, que busca mejorar lo que él considera formas de vida inferiores en una especie perfecta. En la búsqueda de esto, creó a los Soberanos y 89P13, que se convertiría en Rocket y escaparía, durante el cual marcó al Alto Evolucionador, obligándolo a usar una máscara. En el presente, persigue a Rocket para usar su cerebro en sus experimentos, solo para entrar en conflicto con los Guardianes de la Galaxia. Mientras intenta matarlos, destruye Contra-Tierra, pero ya trastornado por buscar a Rocket, mata a sus empleados y luego de someter a Rocket con sus poderes, diciéndole que es lo único que se atraviesa en su camino de hacer un mundo perfecto, pero Rocket y el resto de los Guardianes lo someten entre todos, cómo venganza por todas esas personas y animales que mató en sus experimentos, luego de quitarle su máscara y descubrir su horrenda apariencia, lo dejan morir en su nave espacial explosiva.

### Videojuegos
- El Alto Evolucionador aparece en Marvel: Avengers Alliance que se ve en Spec-Ops # 21 donde él, Mr Siniestro, el Lagarto y Stegron terminan en una lucha de poder contra Sauron y A.I.M. en la Tierra Salvaje. Él también es responsable del uso de Iso-8 en algunos dinosaurios resultando en la creación del Iso-Saur.